# Argentinská reprezentace v malém fotbale
Argentinská reprezentace v malém fotbale reprezentuje Argentinu na mezinárodních akcích v malé kopané, jako je mistrovství světa nebo Panamerický pohár.

## Historie
Argentina započala svoje působení v roce 2017, kdy se účastnila poprvé mistrovství světa. Na žádných mistrovstvích světa nikdy nepostoupila ze skupiny. Největší úspěch reprezentace je potom čtvrtfinále z Panamerického poháru 2018, ve kterém prohrála s týmem Chile 6:0. Česká reprezentace se s Argentinou utkala k dubnu 2021 zatím jednou.

## Výsledky

### Mistrovství světa
| Rok  | Místo konání  | Umístění                                        |
| ---- | ------------- | ----------------------------------------------- |
| 2015 | USA           | Nezúčastnili se                                 |
| 2017 | Nabeul        | Nepostoupili ze skupiny                         |
| 2019 | Perth         | Nepostoupili ze skupiny                         |
| 2023 | Rás al-Chajma | Nezúčastnili se                                 |
| 2025 | Baku          | Nepostoupili ze skupiny                         |
|      | Celkem        | Účast – 3× Zlato – 0×, Stříbro – 0×, Bronz – 0× |

### Mistrovství světa SOCCA
| Rok  | Místo konání | Umístění                                        |
| ---- | ------------ | ----------------------------------------------- |
| 2018 | Lisabon      | Nepostoupili ze skupiny                         |
| 2019 | Rethymno     | Nepostoupili ze skupiny                         |
|      | Celkem       | Účast – 1× Zlato – 0×, Stříbro – 0×, Bronz – 0× |

### Panamerický pohár
| Rok  | Místo konání        | Umístění                                        |
| ---- | ------------------- | ----------------------------------------------- |
| 2018 | Ciudad de Guatemala | Vyřazeni ve čtvrtfinále Chile                   |
|      | Celkem              | Účast – 1× Zlato – 0×, Stříbro – 0×, Bronz – 0× |